# Дом Булавина
Дом Кондратия Булавина — историческое здание, находящееся недалеко от главной площади Старочеркасской, практически напротив Петропавловской церкви.

## Описание
Считается, что в нём проживал и погиб лидер крестьянской войны 1707—1709 годов Кондратий Булавин. Дом не был его собственностью. Он занял его после того, как в 1708 году взял Черкасск и провозгласил себя атаманом.
Дом является памятником каменной жилищной архитектуры первой половины XVIII века. Здание квадратной формы, стены толщиной около метра, сводчатые потолки, решётчатые окна, металлические двери — всё это признаки дома-крепости.
Со времён Октябрьской революции здание постепенно приходило в запустение, его оборудовали искажающими первозданный вид пристройками.
В 1970-е годы здание стало частью Старочеркасского музея-заповедника, были проведены реставрационные и восстановительные работы. Но за образец был взят не первоначальный вид, а вид середины XIX века.
Во время Булавина — между XVII и XVIII веками на нём не было внешней лестницы и крыльца на втором этаже, а также металлической конструкции по периметру второго этажа. Данные фасадные пристройки могли лишь помочь нападавшим при осаде этого дома-крепости. В то время стены были ровными без всяких пристроек, а для перехода с одного этажа на другой использовали внутреннюю лестницу.
В наши дни в здании располагаются музейные экспозиции.

## Экспозиция музея внутри дома

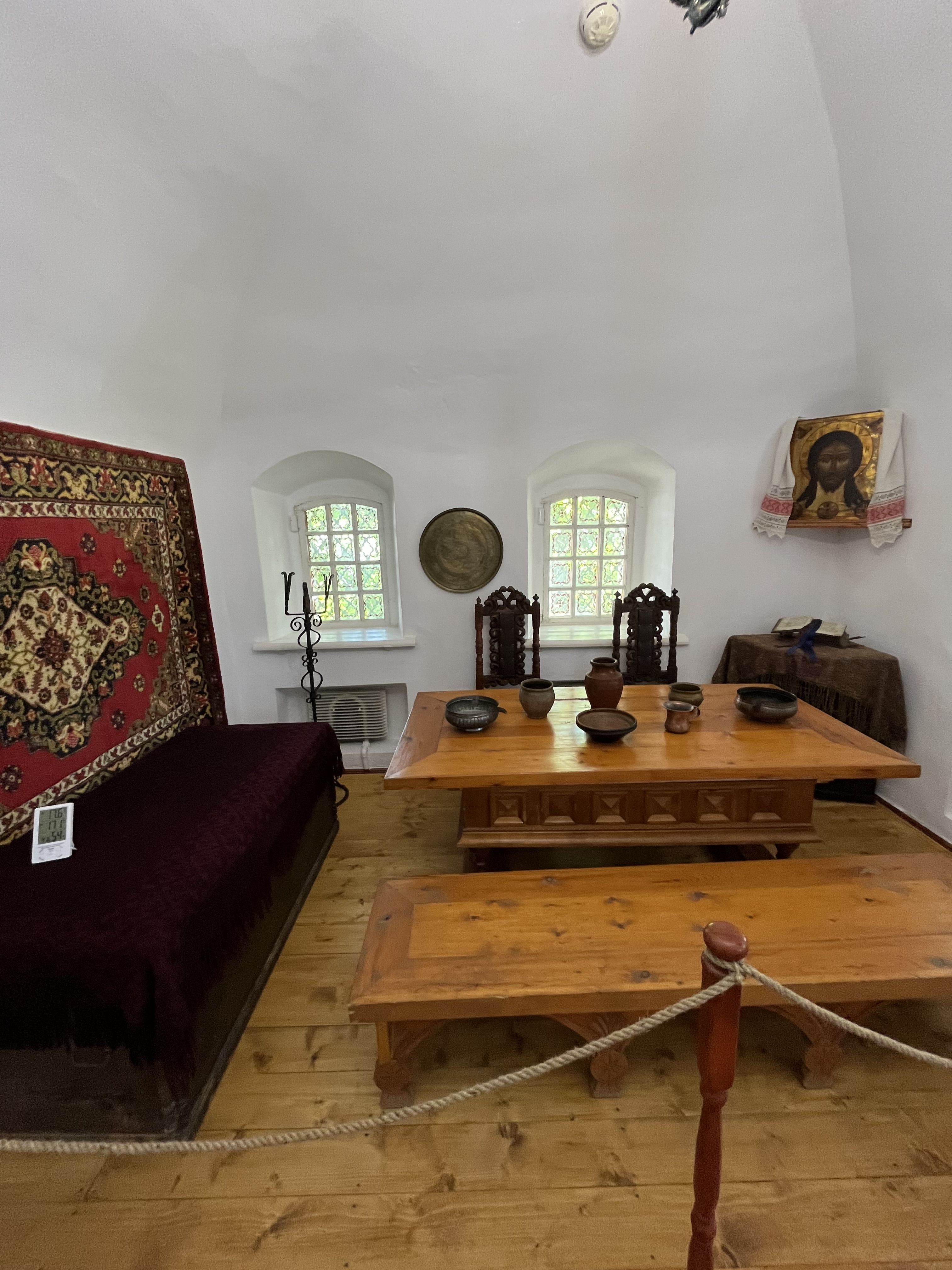
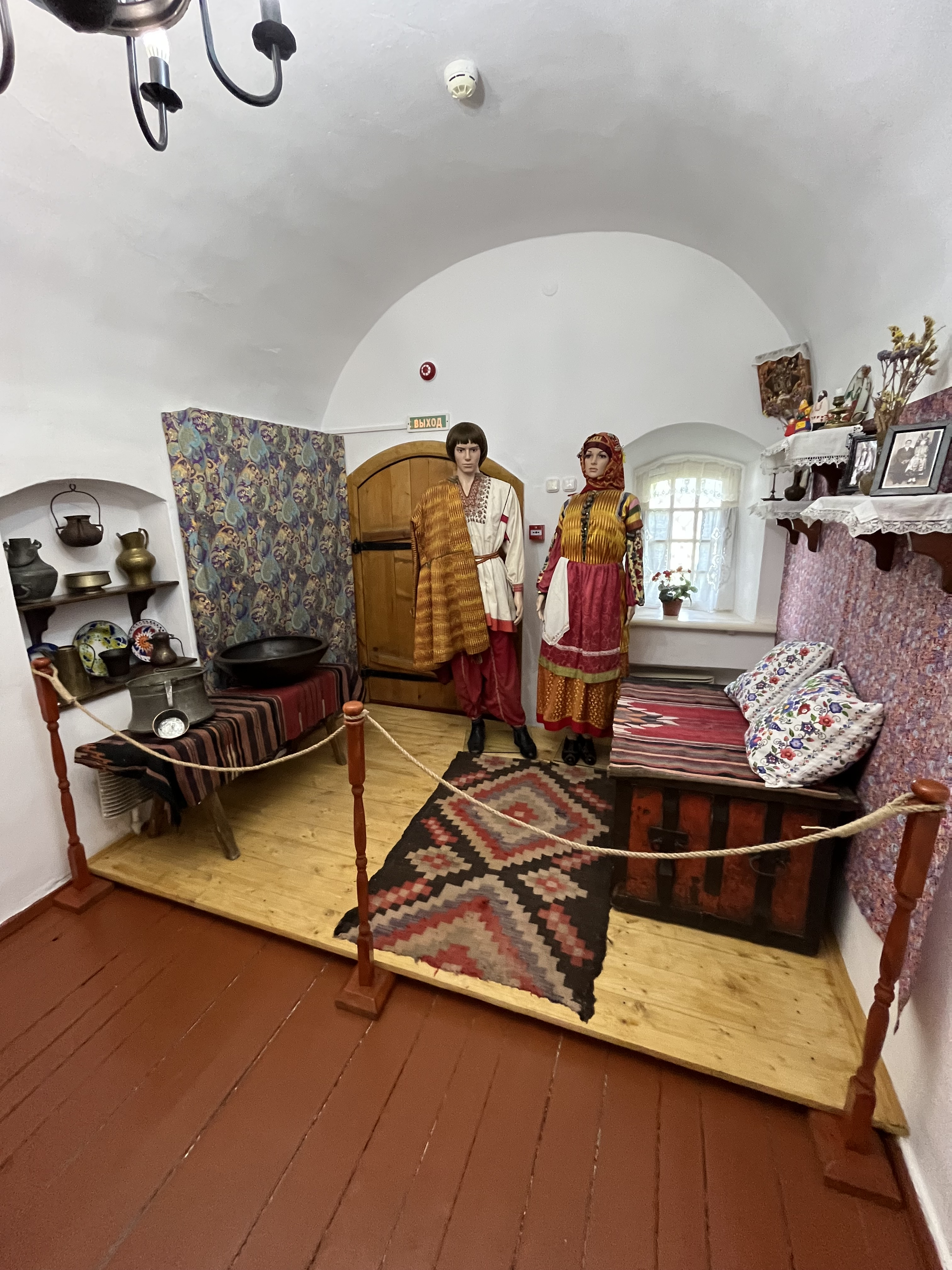